# バイオラボトット
バイオラボトットとは観賞魚用器具を製造するメーカー（株式会社）。本社は川崎市幸区。

## 概要
国内海外で特許を取得した特殊機構を使用し、同一濾過層内で硝化還元を同時に行う事ができ水の完全復元（水槽の水替えを無くす事）を可能にした外部式フィルターを主力商品としている。
同社の濾過技術は平成11年、平成12年と2年連続で東京都の創造法の認定を受けた。
東京工業大学での実証実験（平成12年2月29日当時、東京工業大学　工学博士・辻正道との共同研究報告書　研究開発テーマ「バクテリア利用による熱帯魚用高性能ろ過器」）で水の完全復元が立証されている。
東京農業大学との閉鎖空間での水替えを無くしたヒラメの養殖実験（平成13年2月28日当時東京農業大学　理学博士・中村武久との共同研究報告書　研究開発テーマ「バクテリア高度利用の循環型高性能濾過装置」）においても成功。

同社旧代表は川崎市産業振興財団主催、2010年に第64回かわさき起業家オーディションにおいて「かわさき起業家優秀賞」「川崎商工会議所会頭賞」等の受賞歴あり。